# Into the Abyss
Into The Abyss — седьмой полноформатный студийный альбом шведской группы Hypocrisy, выпущенный в 2000 году лейблом Nuclear Blast.

## Музыка
Музыка альбома представляет собой дэт-метал с характерной для него частой сменой темпа включая быстрые гитарные соло. По настрою и стилистике альбом близок к ранним произведениям группы, несмотря на это многие треки довольно мелодичны, а также присутствуют вставки чистого вокала и клавишные аранжировки (например «Fire In The Sky» и «Deathrow»). Тем не менее по сравнению с предыдущим альбомом он не настолько разнообразен в музыкальном плане. На песню «Fire In The Sky» снят концертный видеоклип.

## Список композиций
| №                   | Название                | Длительность |
| ------------------- | ----------------------- | ------------ |
| 1.                  | «Legions Descend»       | 3:53         |
| 2.                  | «Blinded»               | 4:18         |
| 3.                  | «Resurrected»           | 5:36         |
| 4.                  | «Unleash the Beast»     | 3:29         |
| 5.                  | «Digital Prophecy»      | 3:08         |
| 6.                  | «Fire in the Sky»       | 4:58         |
| 7.                  | «Total Eclipse»         | 3:09         |
| 8.                  | «Unfold the Sorrow»     | 4:28         |
| 9.                  | «Sodomized»             | 3:19         |
| 10.                 | «Deathrow (No Regrets)» | 5:46         |
| Общая длительность: | Общая длительность:     | 42:04        |

## Участники записи
- Петер Тэгтгрен — гитара, вокал, клавишные
- Микаэль Хэдлунд — бас
- Ларс Соке — ударные